# Mariä Himmelfahrt (Aichkirchen)

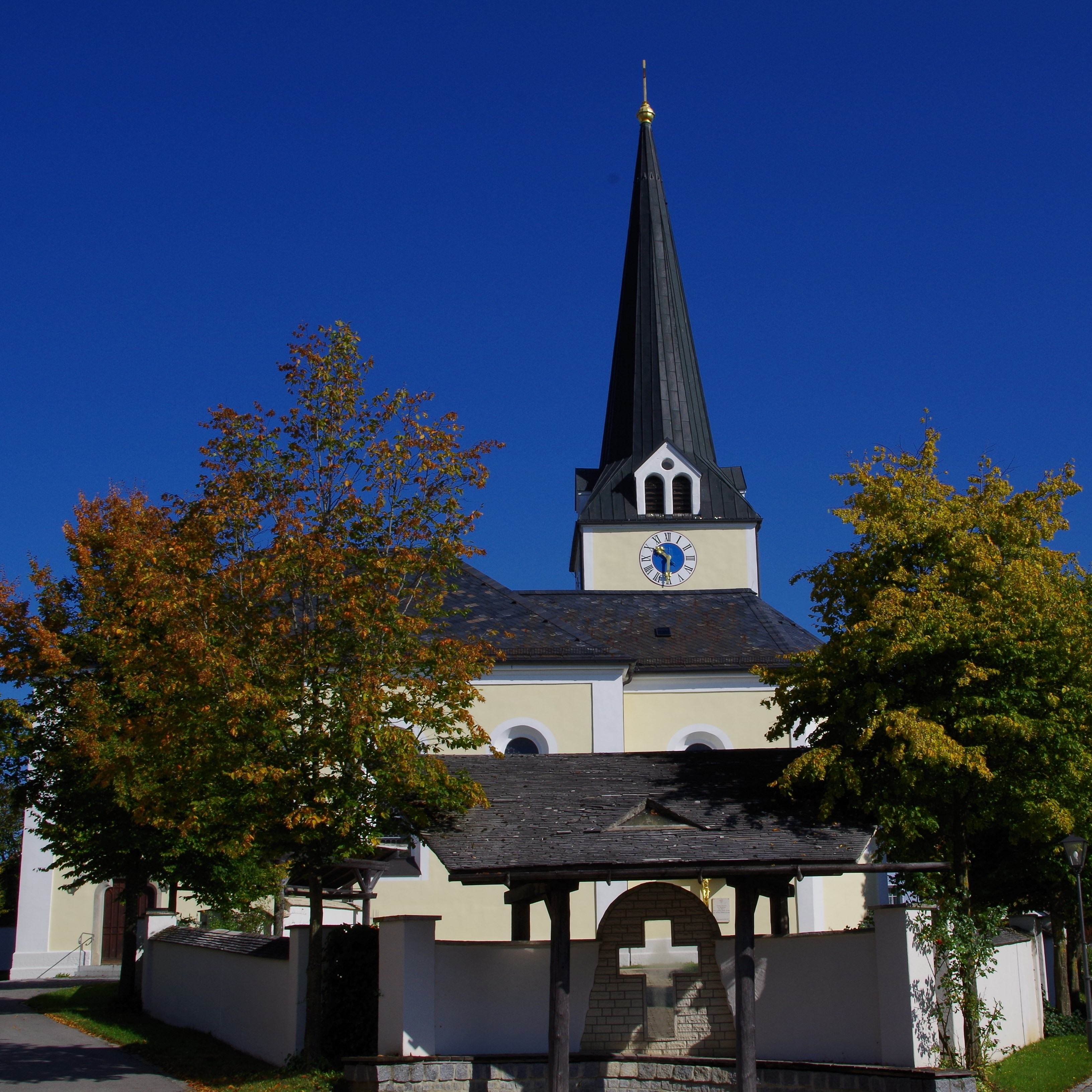
Mariä Himmelfahrt (Aichkirchen)

Die römisch-katholische, denkmalgeschützte Pfarrkirche Mariä Himmelfahrt steht in Aichkirchen, einem Pfarrdorf in der Stadtgemeinde Hemau im Landkreis Regensburg in Bayern. Sie gehört zum Bistum Regensburg. Das Bauwerk ist unter der Denkmalnummer D-3-75-148-36 als Baudenkmal in die Bayerische Denkmalliste eingetragen.

## Beschreibung
Die Saalkirche wurde 1878/79 nach zwei Bränden neu erbaut. Sie besteht aus einem Langhaus, einem eingezogenen, dreiseitig geschlossenen Chor im Osten und einem quadratischen Chorflankenturm an dessen Nordwand, der ursprünglich zum gotischen Vorgängerbau gehörte. Das oberste Geschoss des Chorflankenturms beherbergt die Turmuhr. Sein spitzer Helm hat Dachgauben mit Klangarkaden an allen vier Seiten, hinter denen sich der Glockenstuhl verbirgt, in dem drei Kirchenglocken hängen, die 1949 von Petit & Gebr. Edelbrock gegossen wurden.
Der Innenraum des Erdgeschosses des Chorflankenturms ist mit einem Kreuzrippengewölbe überspannt, der des Chors mit einem Kreuzgewölbe, der des Langhauses mit einer Flachdecke, die an den Seiten mit Stuck verziert ist. Die neuromanische Kirchenausstattung von 1884 nach Entwürfen von Georg Dengler wurde bei der Renovierung 1960 weitgehend entfernt. Eine Mariensäule am Chorbogen stammt aus dem 15. Jahrhundert, ebenso die Mondsichelmadonna an der Nordwand.